# Mogwadi
Mogwadi (ehemals Dendron) ist ein Ort in der südafrikanischen Provinz Limpopo. Er ist Verwaltungssitz der Gemeinde Molemole im Distrikt Capricorn.

## Geographie
Im Jahr 2011 hatte Mogwadi 4.045 Einwohner. Rund 84 Prozent gaben Nord-Sotho als Muttersprache an. Der Ort liegt 68 Kilometer nördlich von Polokwane.

## Geschichte
Die Stadt wurde auf dem Gebiet der Farm Duitsland unter dem Namen Dendron gegründet, benannt nach dem griechischen Wort für „Baum“, weil in der Nähe zahlreiche Baumarten vorkommen. Mogwadi ist auch der Name des Flusses, der nahe der Stadt fließt.

## Wirtschaft und Verkehr
Rund um Mogwadi wird Landwirtschaft mit künstlicher Bewässerung betrieben. Die Stadt liegt an der Fernstraße R521, die in Nord-Süd-Richtung etwa vom Dreiländereck Botswana-Simbabwe-Südafrika nach Polokwane verläuft. Südlich der Stadt liegt der Flugplatz Dendron Airport (ICAO-Code: FADO).